# جدول کیلی

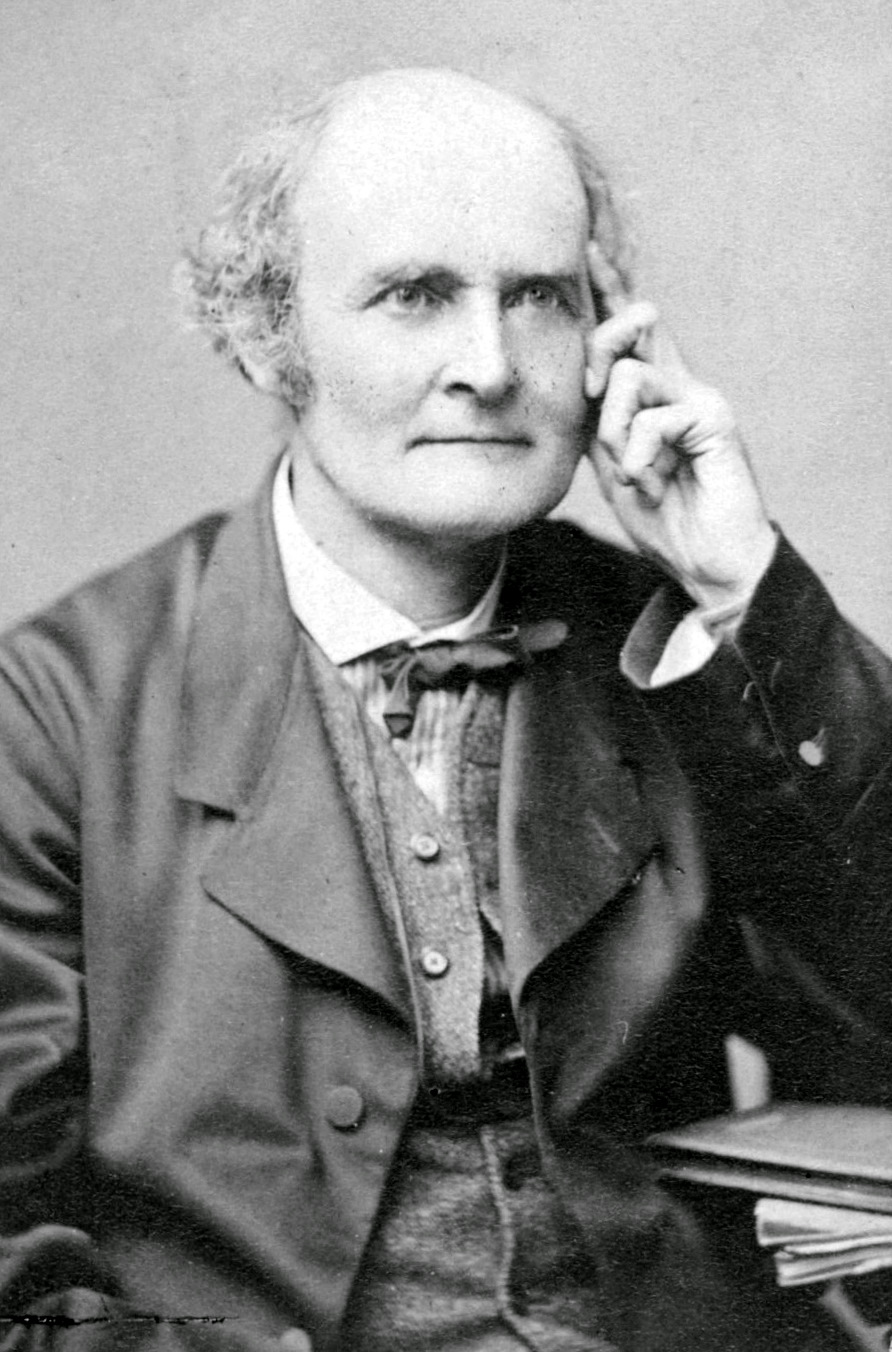
تصویری از آرتور کیلی

در ریاضیات، جدول کیلی (به انگلیسی: Cayley Table)، ساختار یک گروه متناهی را با استفاده از آرایش تمام ضرب‌های ممکن از تمام عناصر گروه مورد نظر توصیف می‌نماید. این ساختار براساس نام ریاضی‌دان بریتانیایی، آرتور کیلی نامگذاری شده است. مدل نمایش این جدول، الهام گرفته از جدول ضرب و/یا جمع اعداد صحیح است. بسیاری از خواص یک گروه همچون آبلی بودن یا نبودن آن، این که کدام عناصر معکوس کدام عناصر دیگرند، و همچنین اندازه و محتوای مرکز گروه را می‌توان از جدول کیلی آن گروه کشف نمود.
مثال ساده‌ای از جدول گروهی، جدول مربوط به گروه {\displaystyle \{1,-1\}}، تحت ضرب معمولی است.
| ×  | 1  | −1 |
| -- | -- | -- |
| 1  | 1  | −1 |
| −1 | −1 | 1  |